# Ізотопи титану
Ізотопи титану — різновиди хімічного елемента титану, що відрізняються числом нейтронів у ядрі. Відомі ізотопи титану з масовими числами від 38 до 63 (число протонів 22, нейтронів від 16 до 41), і 2 ядерних ізомери.
Природний титан є сумішшю п'яти стабільних ізотопів:
- 46Ti (ізотопна поширеність 7,95 %)
- 47Ti (ізотопна поширеність 7,75 %)
- 48Ti (ізотопна поширеність 73,45 %)
- 49Ti (ізотопна поширеність 5,51 %)
- 50Ti (ізотопна поширеність 5,34 %).

Серед штучних ізотопів найбільш довгоживучі 44Ti (період напіврозпаду 60 років) і 45Ti (період напіврозпаду 184 хвилини).

## Титан-44
Період напіврозпаду 60 років. Титан-44 є батьківським ізотопом для застосовуваного в медичній діагностиці скандію-44. Скандій-44 занадто короткоживучий ізотоп для транспортування від ядерних центрів до медустанов (період напіврозпаду 4 год). Тому в медустанови передаються спеціальні мобільні ізотопні генератори, заправлені титаном-44. В міру розпаду 44Ti напрацьований скандій-44 вимивається з генератора хімічними методами.

## Таблиця ізотопів титану
| Символ нукліда | Z(p)              | N(n)              | Маса ізотопа (а. о. м.) | Період напіврозпаду (T1/2) | Спін і парність ядра |
| Символ нукліда | Енергія збудження | Енергія збудження | Енергія збудження       | Період напіврозпаду (T1/2) | Спін і парність ядра |
| -------------- | ----------------- | ----------------- | ----------------------- | -------------------------- | -------------------- |
| 38Ti           | 22                | 16                | 38,00977                | 120 нс                     | 0+                   |
| 39Ti           | 22                | 17                | 39,00161                | 31 мс                      | 3/2+                 |
| 40Ti           | 22                | 18                | 39,99050                | 53,3 мс                    | 0+                   |
| 41Ti           | 22                | 19                | 40,98315                | 80,4 мс                    | 3/2+                 |
| 42Ti           | 22                | 20                | 41,973031               | 199 мс                     | 0+                   |
| 43Ti           | 22                | 21                | 42,968522               | 509 мс                     | 7/2-                 |
| 43m1Ti         | 313,0 кеВ         | 313,0 кеВ         | 313,0 кеВ               | 12,6 мкс                   | 3/2+                 |
| 43m2Ti         | 3,0664 МеВ        | 3,0664 МеВ        | 3,0664 МеВ              | 560 нс                     | 19/2-                |
| 44Ti           | 22                | 22                | 43,9596901              | 60,0 р                     | 0+                   |
| 45Ti           | 22                | 23                | 44,9581256              | 184,8 хв                   | 7/2-                 |
| 46Ti           | 22                | 24                | 45,9526316              | стабільний                 | 0+                   |
| 47Ti           | 22                | 25                | 46,9517631              | стабільний                 | 5/2-                 |
| 48Ti           | 22                | 26                | 47,9479463              | стабільний                 | 0+                   |
| 49Ti           | 22                | 27                | 48,9478700              | стабільний                 | 7/2-                 |
| 50Ti           | 22                | 28                | 49,9447912              | стабільний                 | 0+                   |
| 51Ti           | 22                | 29                | 50,946615               | 5,76 хв                    | 3/2-                 |
| 52Ti           | 22                | 30                | 51,946897               | 1,7 хв                     | 0+                   |
| 53Ti           | 22                | 31                | 52,94973                | 32,7 с                     | 3/2-                 |
| 54Ti           | 22                | 32                | 53,95105                | 1,5 с                      | 0+                   |
| 55Ti           | 22                | 33                | 54,95527                | 490 мс                     | 3/2-                 |
| 56Ti           | 22                | 34                | 55,95820                | 164 мс                     | 0+                   |
| 57Ti           | 22                | 35                | 56,96399                | 60 мс                      | 5/2-                 |
| 58Ti           | 22                | 36                | 57,96697                | 54 мс                      | 0+                   |
| 59Ti           | 22                | 37                | 58,97293                | 30 мс                      | 5/2-                 |
| 60Ti           | 22                | 38                | 59,97676                | 22 мс                      | 0+                   |
| 61Ti           | 22                | 39                | 60,98320                | 10 мс                      | 1/2-                 |
| 62Ti           | 22                | 40                | 61,98749                | 10 мс                      | 0+                   |
| 63Ti           | 22                | 41                | 62,99442                | 3 мс                       | 1/2-                 |